# Liste des systèmes de visioconférence
Cette liste est une comparaison des systèmes de visioconférence disponibles pour le Web et les systèmes d'exploitation Linux, macOS, Windows, iOS et Android.

## Systèmes de visioconférence
| Produit                                        | Nombre maximal de participants                      | Prix minimum                                                                                            | Client Web | App. Linux | App. MacOS | App. Windows | App. iOS | App. Android | Licence                 | Qualité d'image                   | Tableau blanc       | Documents en .PPT | Documents en .PDF | Documents en .DOC | Accès sécurisé | Chiffrement                                                 | Probité | Enregistrements                 | VoIP    | Dial in          |
| ---------------------------------------------- | --------------------------------------------------- | --- | ---------- | ---------- | ---------- | ------------ | -------- | ------------ | ----------------------- | --------------------------------- | ------------------- | ----------------- | ----------------- | ----------------- | -------------- | ----------------------------------------------------------- | --- | ------------------------------- | ------- | ---------------- |
| Adobe Connect                                  | 100                                                 | 50 $ US / mois                                                                                          |            | ()         |            |              |          |              | Propriétaire            | VGA, HQ, HD                       |                     |                   |                   |                   |                |                                                             | |                                 |         |                  |
| AT&T Connect                                   | 1 500                                               | 17,48 $ US / mois                                                                                       |            |            |            |              |          |              | Propriétaire            | HQ                                |                     |                   |                   |                   |                |                                                             | |                                 | Inconnu | Inconnu          |
| alfaview                                       | 500                                                 | Gratuit                                                                                                 |            |            |            |              |          |              | Propriétaire            | HQ                                |                     |                   |                   |                   |                |                                                             | |                                 |         |                  |
| AnyMeeting (en)                                | 200                                                 | |            | —          |            |              |          | [ 4 ]        | Propriétaire            | HQ                                |                     |                   |                   |                   |                |                                                             | |                                 | Inconnu | Inconnu          |
| BigBlueButton                                  | Illimité                                            | Gratuit                                                                                                 |            |            |            |              |          |              | LGPL, GPL               | VGA, HQ                           | Partage d'écran     |                   |                   |                   |                |                                                             | |                                 |         |                  |
| CarbonFreeConf                                 | 1 500                                               | Gratuit ou payant (suivant la taille de la conférence)                                                  |            |            |            |              |          |              | Propriétaire            | HD                                |                     |                   |                   |                   |                |                                                             | |                                 |         |                  |
| Cisco WebEx                                    | 100                                                 | 12,85 $ US / mois / animateur                                                                           |            |            |            |              |          |              | Propriétaire            | VGA, HQ, HD                       |                     |                   |                   |                   |                | 256-bit AES,PKI,End-to-end (Transport layer: 128-bit SSLv3) | | Computer-based and Server-based |         |                  |
| Conference XP (en)                             | Inconnu                                             | |            |            |            |              | Inconnu  | Inconnu      | Apache                  | Full HD                           |                     | Inconnu           | Inconnu           | Inconnu           | Inconnu        | Inconnu                                                     | |                                 | Inconnu | Inconnu          |
| Discord                                        | 50                                                  | Gratuit                                                                                                 |            |            |            |              |          |              | Propriétaire            |                                   |                     |                   |                   |                   |                |                                                             | - Éditeur sanctionné par la CNIL (RGPD), 10 novembre 2022 |                                 |         |                  |
| Ekiga (anciennement GnomeMeeting)              |                                                     | Gratuit                                                                                                 |            |            |            |              |          |              | GNU                     |                                   |                     |                   |                   |                   |                |                                                             | |                                 |         |                  |
| Element (anciennement Riot.im)                 |                                                     | Gratuit                                                                                                 |            |            |            |              |          |              | Apache                  |                                   |                     |                   |                   |                   |                |                                                             | |                                 |         |                  |
| LogMeIn GotoMeeting                            | 1 000                                               | |            |            |            |              |          |              | Propriétaire            | VGA, HD                           | Whiteboard Anywhere |                   |                   |                   |                |                                                             | |                                 | Inconnu |                  |
| Facebook Live                                  |                                                     | Gratuit (publicité)                                                                                     |            |            |            |              |          |              | Propriétaire            |                                   |                     |                   |                   |                   |                |                                                             | |                                 |         |                  |
| Fuze Meeting                                   | 1 000                                               | |            | ()         |            |              |          |              | Propriétaire            | HD, QVGA                          |                     |                   |                   |                   |                |                                                             | |                                 |         |                  |
| Genesys Meeting Center                         | 125                                                 | |            |            |            |              |          |              | Propriétaire            | VGA                               | Inconnu             |                   |                   | Inconnu           |                |                                                             | |                                 | Inconnu | Inconnu          |
| Google Meet                                    | 250                                                 | 10 $ US / mois / animateur sinon gratuit mais limité à 60 minutes                                       |            |            |            |              |          |              | Propriétaire            | HD                                |                     |                   |                   |                   |                |                                                             | |                                 | Inconnu |                  |
| HCL Sametime                                   | Inconnu                                             | |            |            |            |              |          |              | Propriétaire            | VGA, HQ, HD (H.264)               |                     |                   |                   |                   |                |                                                             | |                                 | Inconnu | Inconnu          |
| iMeet (en)                                     | 125                                                 | |            | ()         |            |              |          |              | Propriétaire            | HD                                |                     |                   |                   |                   |                |                                                             | |                                 | Inconnu | Inconnu          |
| InterCall MobileMeet (IUM)                     | 125                                                 | |            | ()         |            |              |          |              | Propriétaire            | VGA                               | Inconnu             |                   |                   | Inconnu           |                |                                                             | |                                 | Inconnu |                  |
| Jami (anciennement Ring)                       | Inconnu                                             | |            |            |            |              |          |              | GNU                     | VGA, HQ, HD (H.264), HEVC (H.265) | Inconnu             | Inconnu           | Inconnu           | Inconnu           |                |                                                             | |                                 | Inconnu | Inconnu          |
| Jitsi Meet                                     | 75                                                  | Gratuit (sauf serveur)                                                                                  |            | [ 8 ]      |            |              |          |              | Apache                  | VGA, HQ, HD (H.264), VP8          | Partage d'écran     |                   |                   |                   |                |                                                             | |                                 |         | [ 9 ]            |
| KMeet                                          | Illimité                                            | Gratuit                                                                                                 |            |            |            |              |          |              | Propriétaire            | VGA, HQ, HD (H.264), VP8          |                     |                   |                   |                   |                |                                                             | |                                 |         |                  |
| Linphone                                       |                                                     | |            |            |            |              |          |              | GNU                     |                                   |                     |                   |                   |                   |                |                                                             | |                                 |         |                  |
| Livestorm                                      | 2 000                                               | |            |            |            |              |          |              | Propriétaire            | HQ, HD (H.264)                    |                     |                   |                   |                   |                |                                                             | |                                 | Inconnu |                  |
| Lifesize (en)                                  | 300                                                 | |            | —          |            |              |          |              | Propriétaire            | HQ                                |                     |                   |                   |                   |                |                                                             | |                                 |         |                  |
| Microsoft Live Meeting (obsolète)              | Inconnu                                             | |            |            |            |              |          |              | Propriétaire            | VGA, HQ                           |                     |                   |                   |                   |                |                                                             | |                                 | Inconnu | Inconnu          |
| Microsoft Teams                                | 250                                                 | Inclus dans Office 365 et version gratuite téléchargeable séparément                                    |            |            |            |              |          |              | Propriétaire            | VGA, HQ, HD                       | [ 11 ]              |                   |                   |                   |                |                                                             | | Payant                          | Inconnu | Payant, greffons |
| Netviewer (en)                                 | 100                                                 | |            |            |            |              |          |              | Propriétaire            | VGA                               | Inconnu             | Inconnu           | Inconnu           | Inconnu           |                |                                                             | | Inconnu                         | Inconnu | Inconnu          |
| omNovia Web Conference                         | 5000                                                | |            |            |            |              |          |              | Propriétaire            | VGA                               |                     |                   |                   |                   |                |                                                             | |                                 | Inconnu | Inconnu          |
| OpenMeetings                                   | 125                                                 | |            |            |            |              | Inconnu  | Inconnu      | Apache                  | VGA                               |                     |                   |                   |                   |                |                                                             | | [ 12 ]                          | Inconnu | Inconnu          |
| Pexip Infinity                                 | Illimité                                            | Payant, au nombre d'appels simultanés                                                                   |            |            |            |              |          |              | Propriétaire            | SD, HD, Full HD                   |                     |                   |                   |                   |                |                                                             | | Compatible RTMP/ RTMPS          |         |                  |
| Rainbow                                        | 50/300                                              | Gratuit ou payant (Business/Enterprise)                                                                 |            |            |            |              |          |              | Propriétaire (open SDK) | HD par defaut                     |                     |                   |                   |                   |                |                                                             | |                                 |         |                  |
| RingCentral Video                              | 100 (Pro) 200 (Pro+) 200 ou 10000 sur demande (MVP) | Gratuit / utilisateur / mois (Pro) 9,99 € / utilisateur / mois (Pro+) 9,99 € / utilisateur / mois (MVP) |            |            |            |              |          |              |                         | HD                                |                     |                   |                   |                   |                | Dynamique et de bout en bout                                | |                                 |         |                  |
| Skype                                          | 50                                                  | |            | ()         |            |              |          |              | Propriétaire            | VGA, HQ, HD                       |                     |                   |                   |                   |                |                                                             | |                                 | Inconnu | Inconnu          |
| Skype Entreprise (anciennement Microsoft Lync) | 1 000                                               | |            |            |            |              |          |              | Propriétaire            | VGA, HQ, HD                       |                     |                   |                   |                   |                |                                                             | |                                 |         |                  |
| Tixeo                                          | 100                                                 | 12 €/ mois / animateur                                                                                  |            |            |            |              |          |              | Propriétaire            | Ultra HD, 4K                      |                     |                   |                   |                   |                | (intégral) Technologie certifiée et qualifiée par l'ANSSI   | |                                 |         |                  |
| TeamViewer                                     | 25                                                  | 4 €/ mois / animateur                                                                                   |            |            |            |              |          |              | Propriétaire            | VGA                               | Inconnu             |                   |                   | Inconnu           |                |                                                             | | Inconnu                         | Inconnu | Inconnu          |
| TrueConf (en)                                  | 800                                                 | |            |            |            |              |          |              | Propriétaire            | Ultra HD                          |                     |                   |                   |                   |                |                                                             | |                                 |         | [ 15 ]           |
| VenueGen (en)                                  | 500                                                 | |            |            |            |              |          |              | Propriétaire            | VGA                               | Inconnu             |                   |                   | Inconnu           |                |                                                             | | Inconnu                         | Inconnu | Inconnu          |
| VideoMost                                      | 250                                                 | |            |            |            |              |          |              | Propriétaire            | HD, Full HD, Ultra HD (4K)        |                     |                   |                   |                   |                |                                                             | |                                 |         | Inconnu          |
| WhatsApp Messenger                             | 8                                                   | Gratuit                                                                                                 |            |            |            |              |          |              | Propriétaire            | Inconnu                           | Inconnu             | Inconnu           | Inconnu           | Inconnu           | Inconnu        | Protocole Signal                                            | - Éditeur sanctionné par la DPC (RGPD), 19 janvier 2023 - Éditeur sanctionné par la DPC (RGPD), 2 septembre 2021 | Inconnu                         | Inconnu | Inconnu          |
| WizIQ (en)                                     | 2 000                                               | |            |            |            |              |          |              | Propriétaire            | VGA, HQ, HD                       |                     |                   |                   |                   |                |                                                             | |                                 |         | Inconnu          |
| Zoho                                           | 250                                                 | |            |            |            |              |          |              | Propriétaire            | Inconnu                           |                     |                   |                   |                   |                |                                                             | |                                 |         |                  |
| Zoom Video Communications                      | 1 000                                               | 14 €/ mois / animateur                                                                                  |            | ()         |            |              |          |              | Propriétaire            | HD                                |                     |                   |                   |                   |                | [ 18 ]                                                      | - À la suite d'une plainte collective, l'éditeur s'engage à respecter un accord amiable (en attente d'homologation par la juge d'un tribunal fédéral de Californie, Lucy Koh (en)),, 2021 - Pour défaut de conformité dans ses pratiques de sécurité, l'éditeur évite des poursuites judiciaire en concluant un accord avec la FTC, novembre 2020 |                                 |         |                  |